# シルヴィア・ヒッチコック
シルヴィア・ヒッチコック（Sylvia Louise Hitchcock-Carson、1946年1月31日 - 2015年8月15日）は、アメリカ合衆国のモデル。1967年、第16回ミス・ユニバース世界大会（ミス・ユニバース1967）優勝。

## 経歴
1946年1月31日、マサチューセッツ州ヘイブリルに生まれる
フロリダ州マイアミに育つ。家は鶏と七面鳥を生産する農家。
フロリダ州マイアミ・デイド郡パインクレストのマイアミ・パルメット・ハイスクール卒業。マイアミ・デイド郡のマイアミ・デイド・カレッジ卒業。
アラバマ州タスカルーサ郡タスカルーサのアラバマ大学に編入学。美術を学ぶ。
以前よりフロリダ州ローカルのミスコンに出場していたが、大学在学中の1967年、アラバマ州を代表してミスUSAに出場。5月22日、ミスUSA1967に選ばれる。
7月15日、フロリダ州マイアミビーチで開催された世界大会で優勝、スウェーデンのマルガレータ・アルヴィットソンより戴冠される。大学での学位取得は断念。

### その後
1968年5月30日、第52回インディアナポリス500マイルレースに登場。
ミスとしての任期の後、ニューヨークでモデルプロダクションと契約するが、すぐにマイアミに戻ってテレビのアンカーとして働く。 
1970年、フルーツの収穫機で知られる発明家のWilliam Carsonと結婚。3人の子供を儲ける。
1972年、ミス・ユニバース1972審査員
1974年、ミス・ユニバース1974ゲスト
その他、Imperial Symphony Guild of Lake Wales, アメリカ革命の娘, アメリカ心臓協会, アメリカがん協会, キリスト教青年会に関与する。1980年代以降フロリダ州レイク・ウェールズに暮らす。
2015年8月15日、骨に浸潤した肺がんで死亡。享年69。

### フィルモグラフィ
- 1968年4月26日: The Bob Braun Show (Herself) ※Sylvia Hitchcock Carson名義
- 2016年3月3日: Beneath the Crown　(Herself) ※Sylvia Hitchcock Carson名義